# Biserica romano-catolică din Tăuții de Sus
Biserica romano catolică „Tăierea Capului Sf. Ioan” din Tăuții de Sus este un monument istoric aflat pe teritoriul satului aparținător Tăuții de Sus; orașului Baia Sprie. În Repertoriul Arheologic Național, monumentul apare cu codul 106719.02.

## Localitatea
Tăuții de Sus (în maghiară Giródtótfalu, colocvial Tótfalu, în trad. "Satul slovac") este o localitate componentă a orașului Baia Sprie din județul Maramureș, Transilvania, România. Atestată documentar din anul 1329 , cu numele Gerod.

## Biserica
A fost construită în etape succesive, amplasamentul său constituind în evul mediu nucleul central al localității. Partea estică a navei și altarul au fost construite la începutul secolului al XV-lea, în a doua jumătate a aceluiași secol a fost realizată extinderea navei cu aproximativ 5,5 metri pe direcția vestică. Sacristia a fost construită în secolul al XVIII-lea. Clădirea bisericii este formată dintr-o navă de plan dreptunghiular, un altar cu închidere poligonală, trei laturi ale unui octogon și o sacristie realizată ulterior, alipită laturii nordice a altarului. Tavanul, după prăbușirea bolții, este realizat din grinzi de lemn și scânduri. Fațada sudică a navei este penetrată de trei ferestre gotice realizate din piatră, iar pereții corului de trei ferestre gotice, dintre care cea situată în axul bisericii este zidită. Amvonul de piatră, sculptat într-o singură bucată, a fost realizat în 1630.
De-a lungul timpului, a slujit drept lăcaș de cult mai multor confesiuni: calvinilor, care se pare au construit-o, călugărilor minoriți, protestanților și în prezent romano-catolicilor.
În 2009 au fost restaurate ferestrele, podelele din cărămidă și rezolvată problema iluminatului interior.

## Imagini

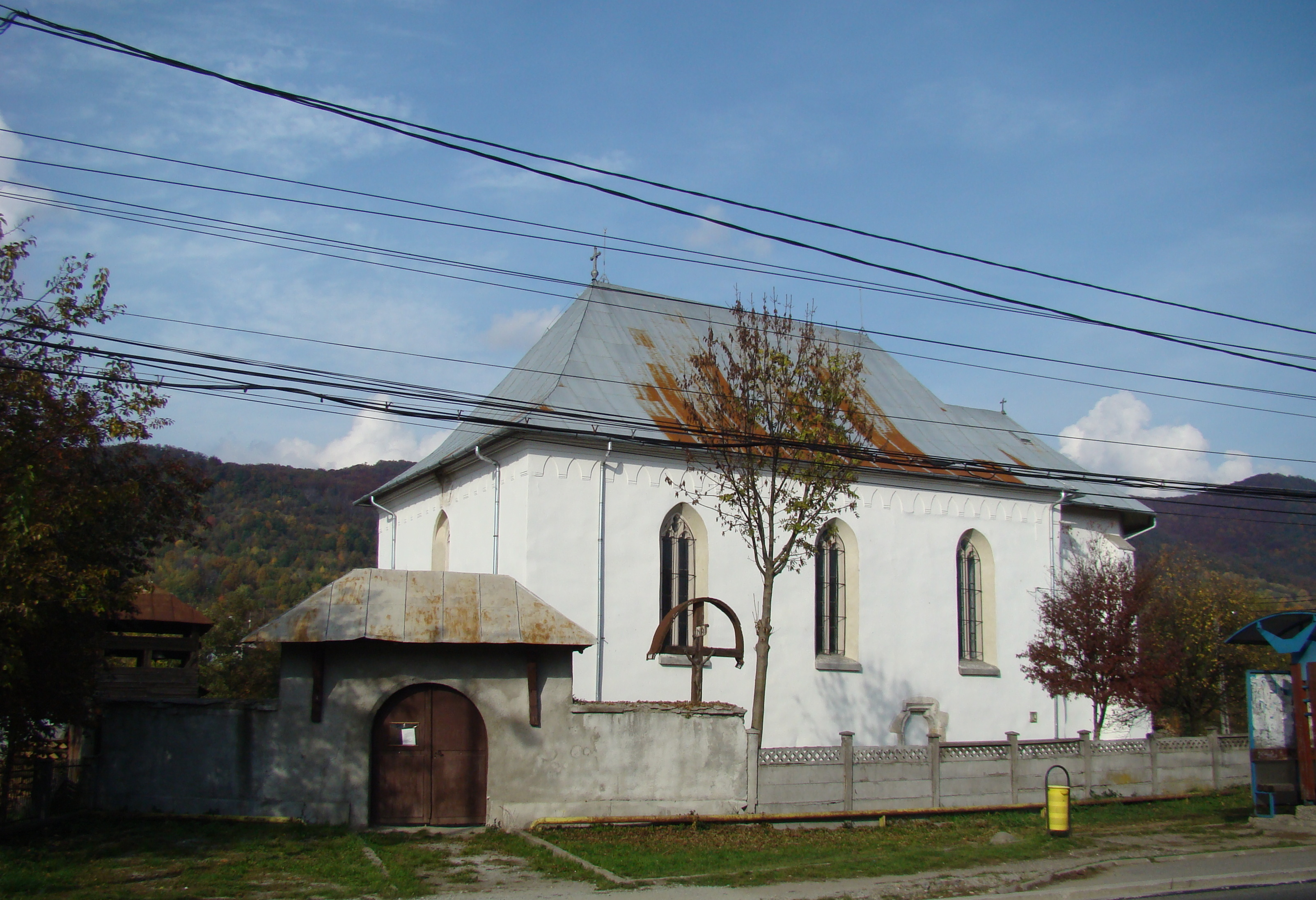
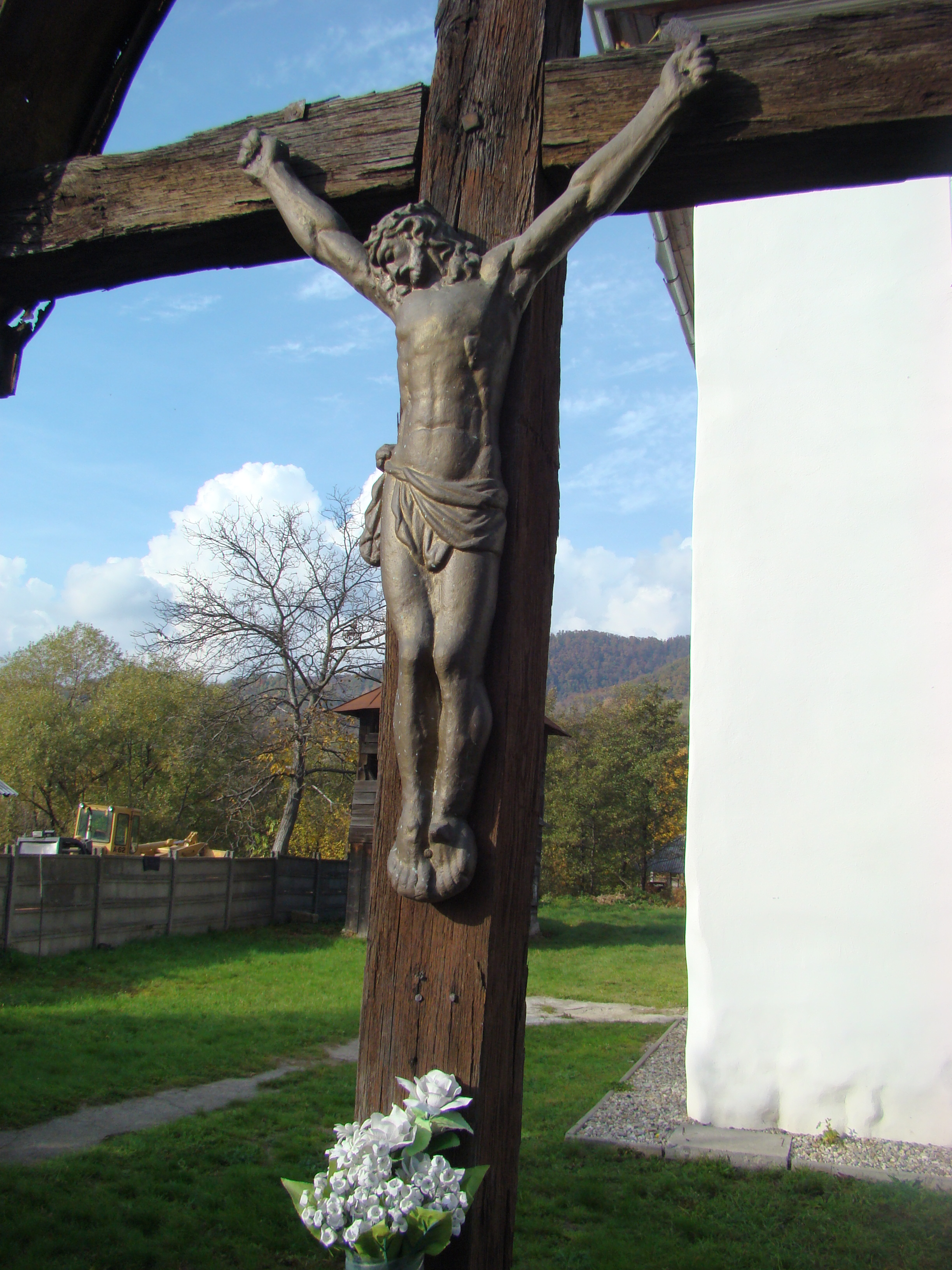
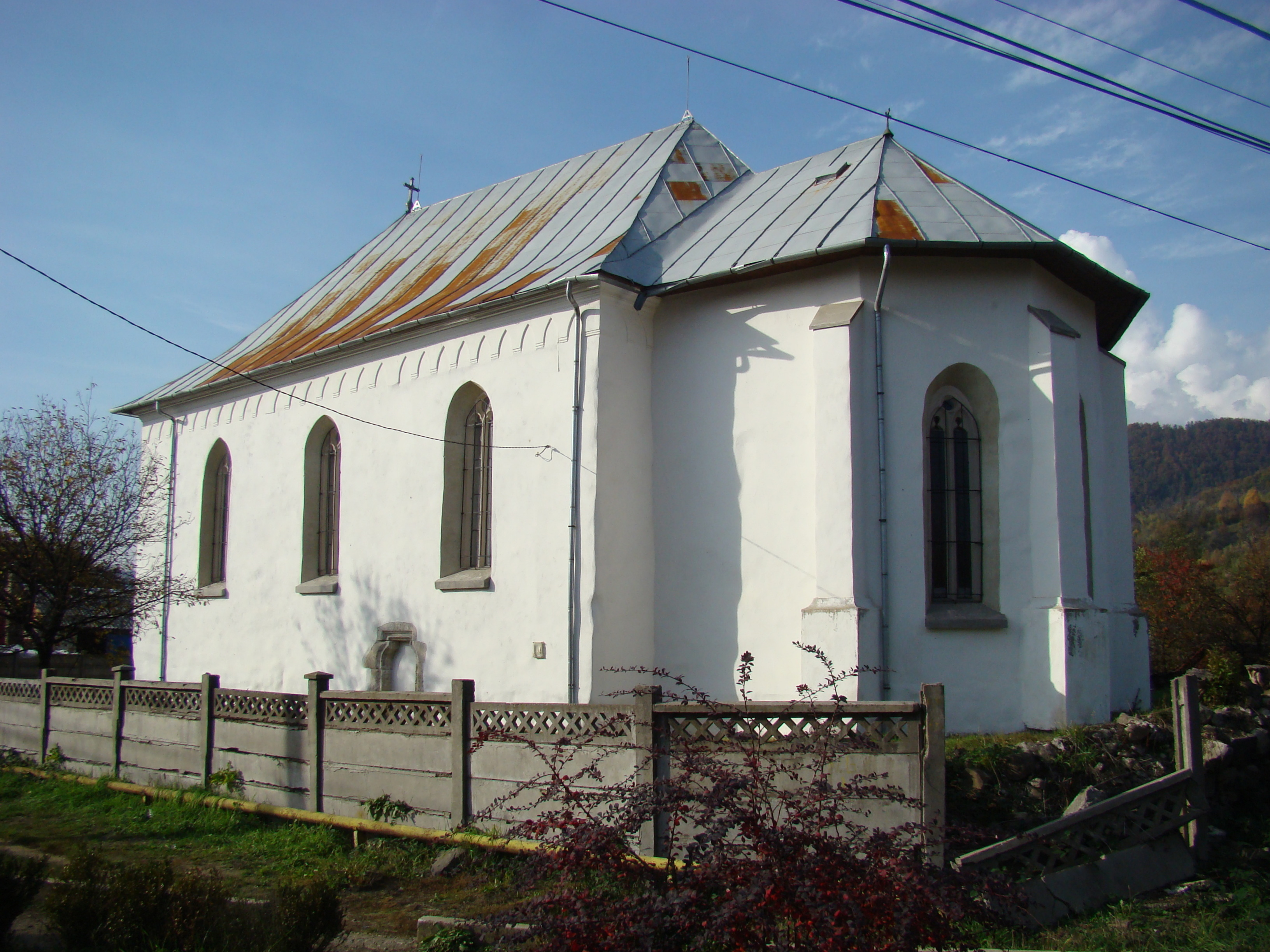
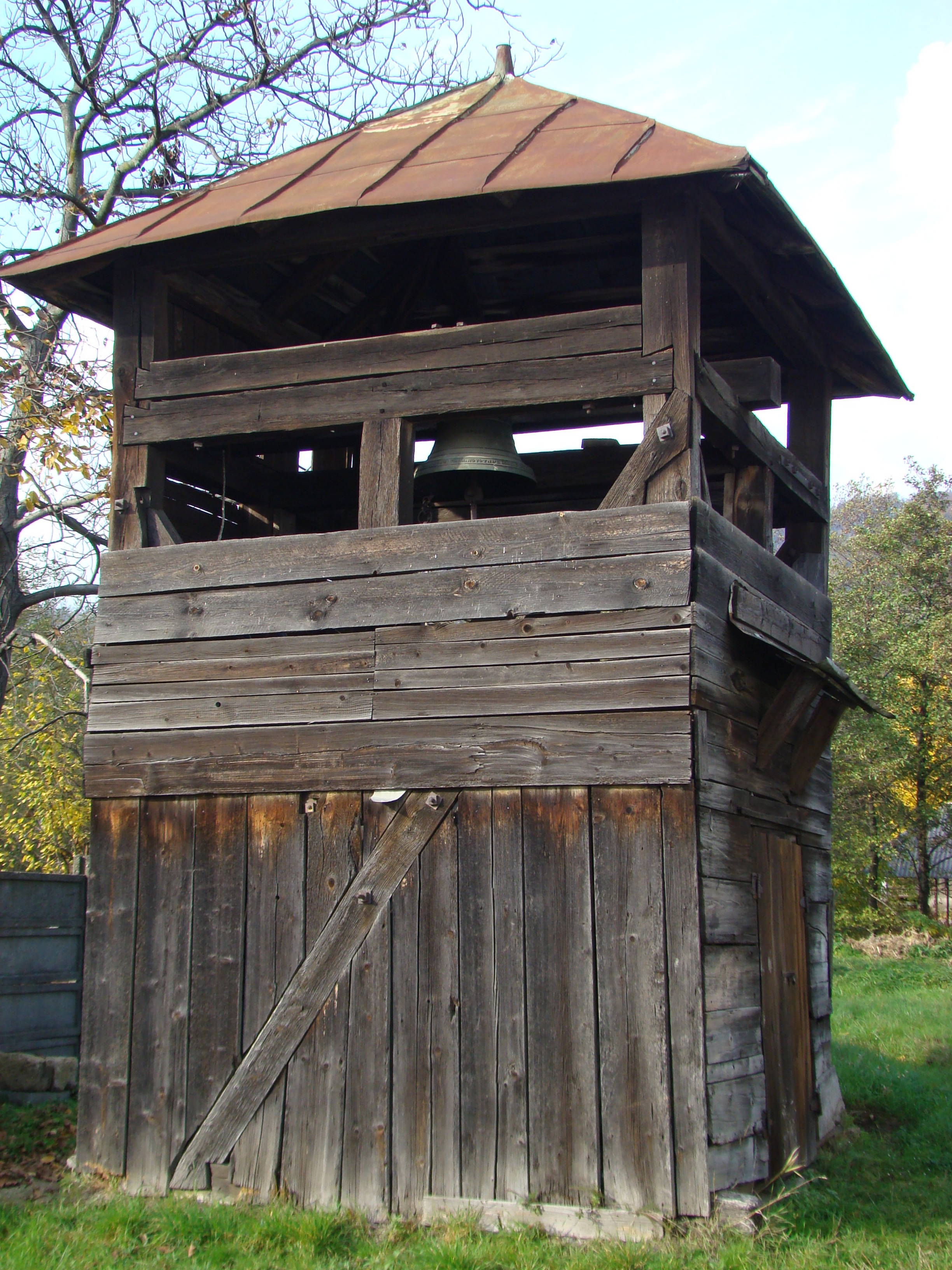
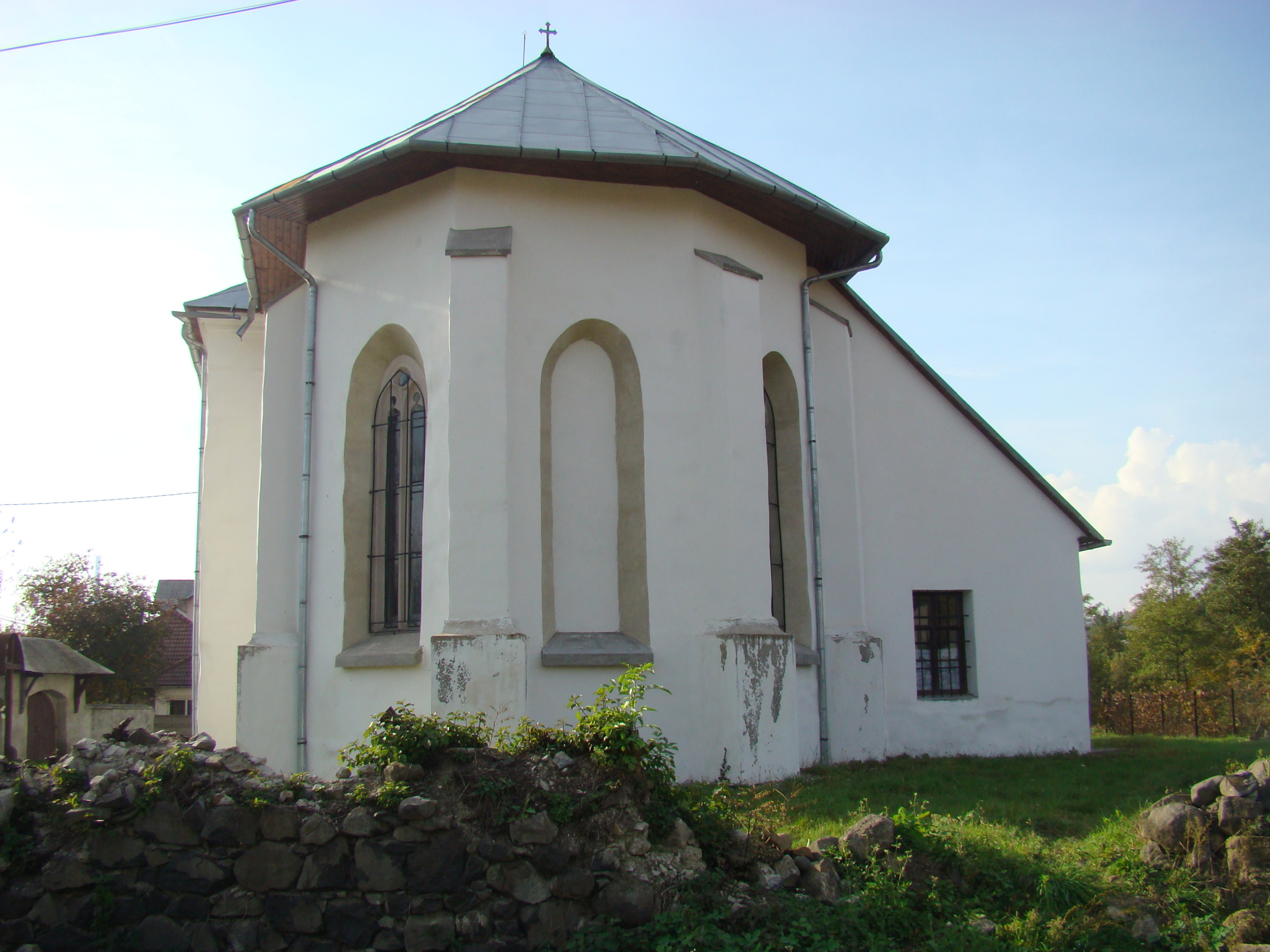
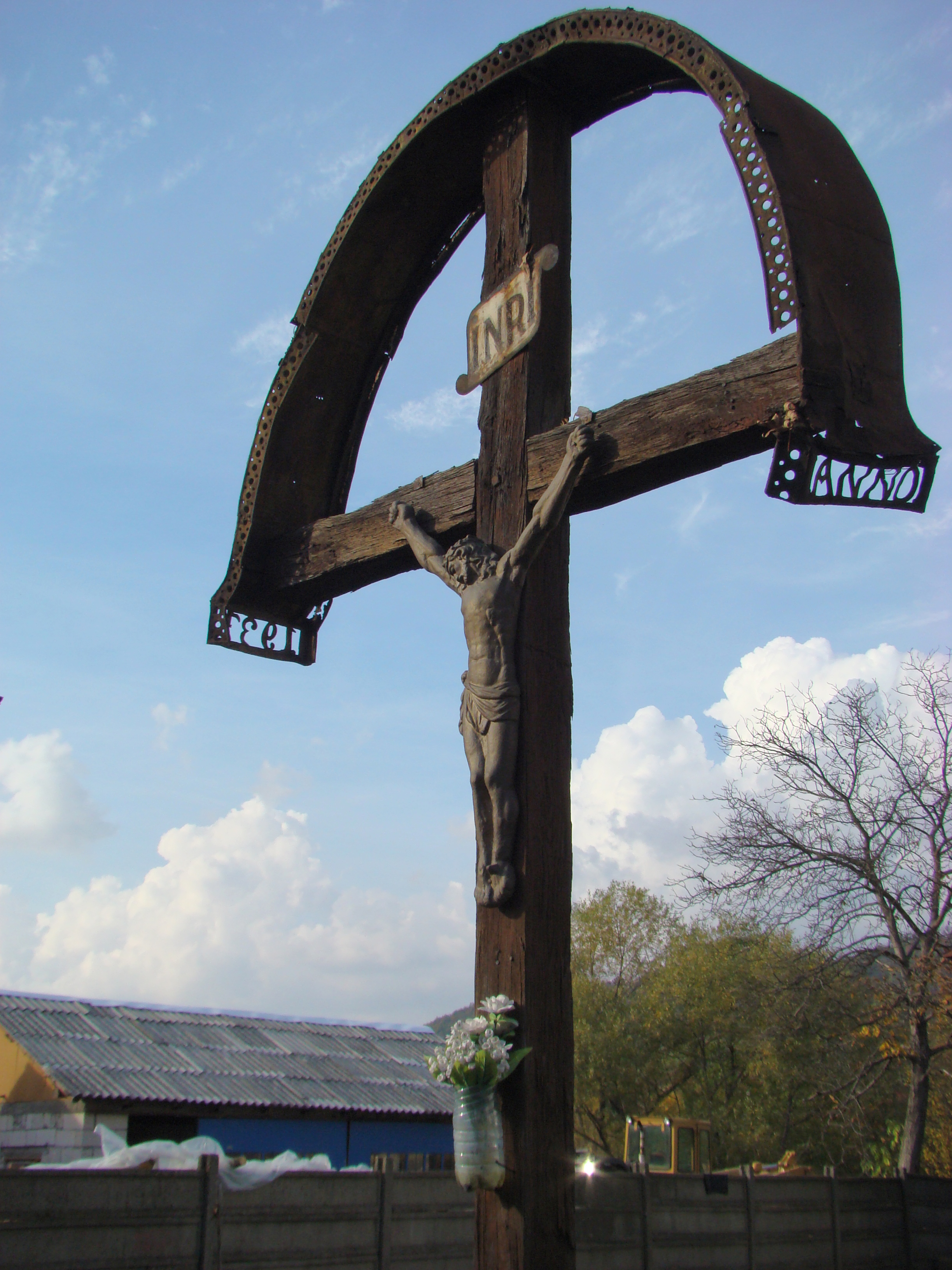
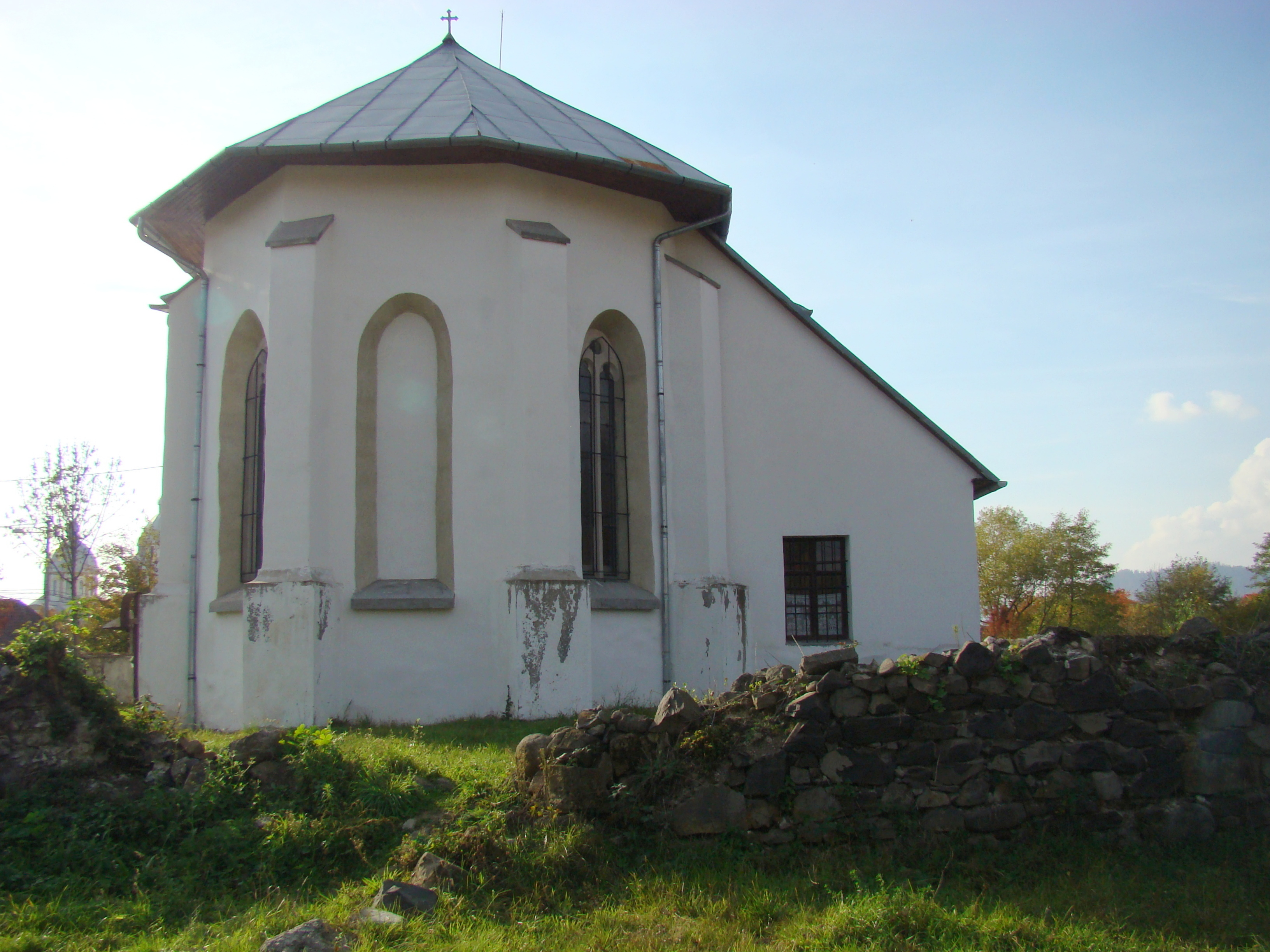
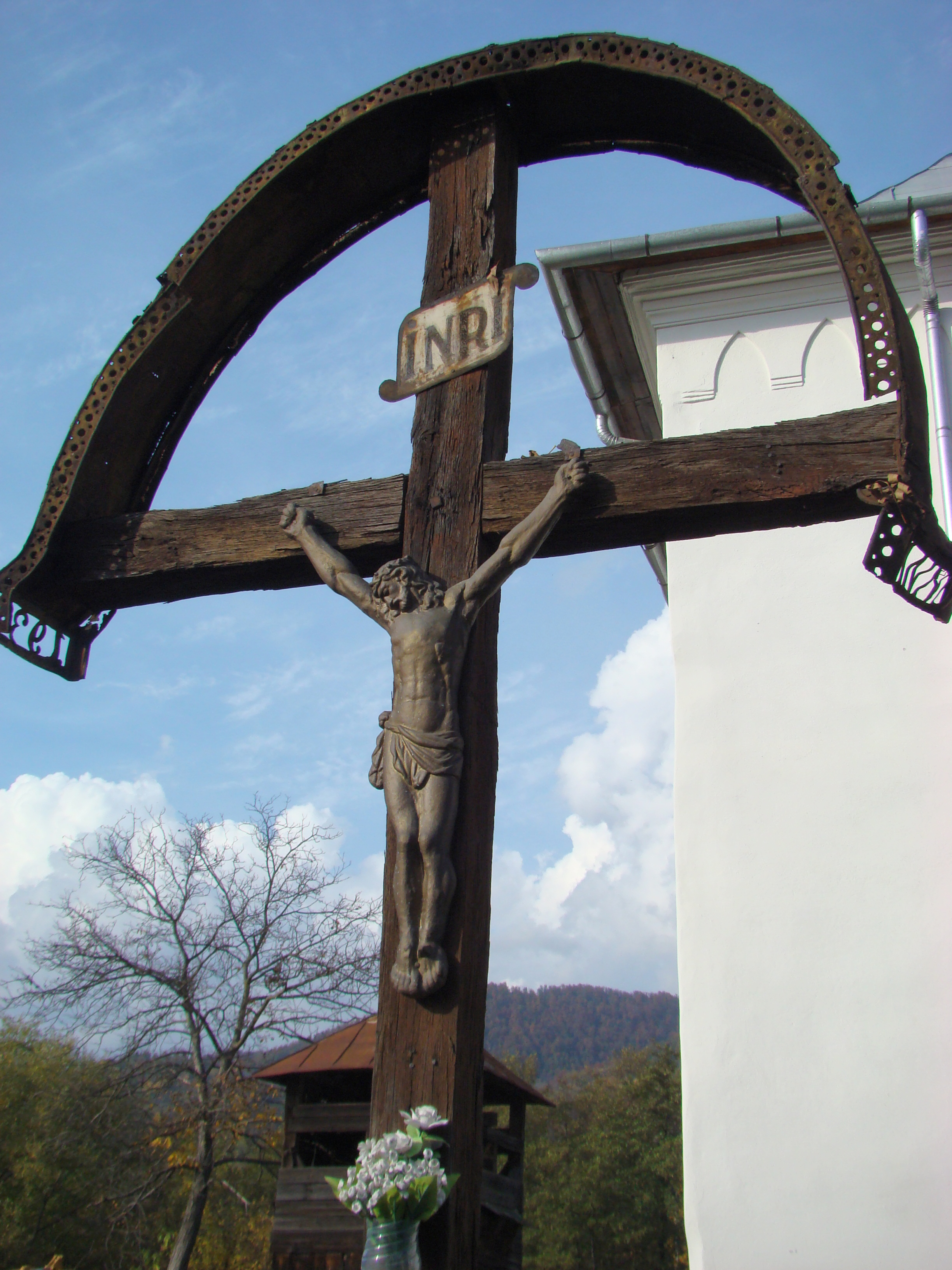
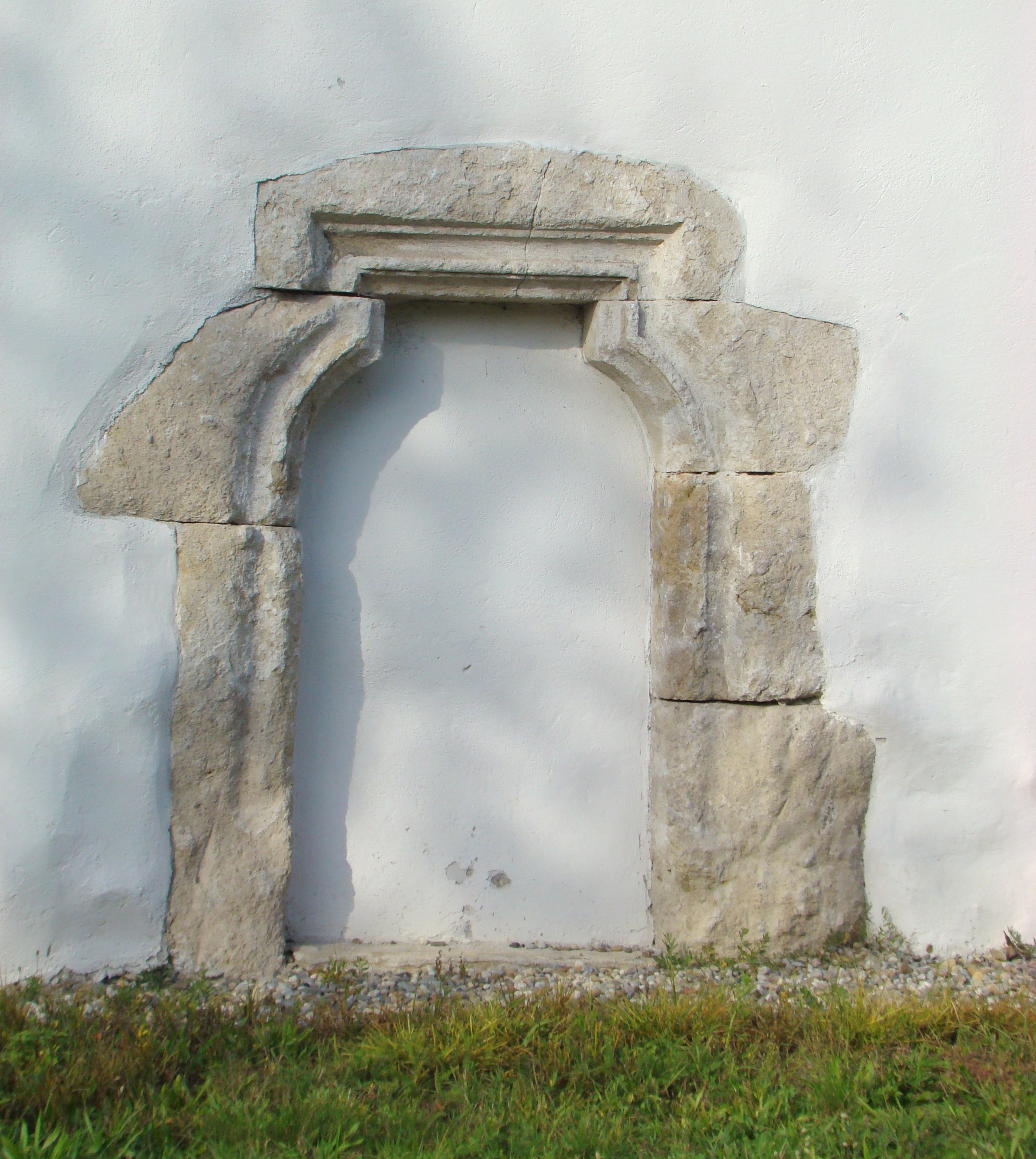
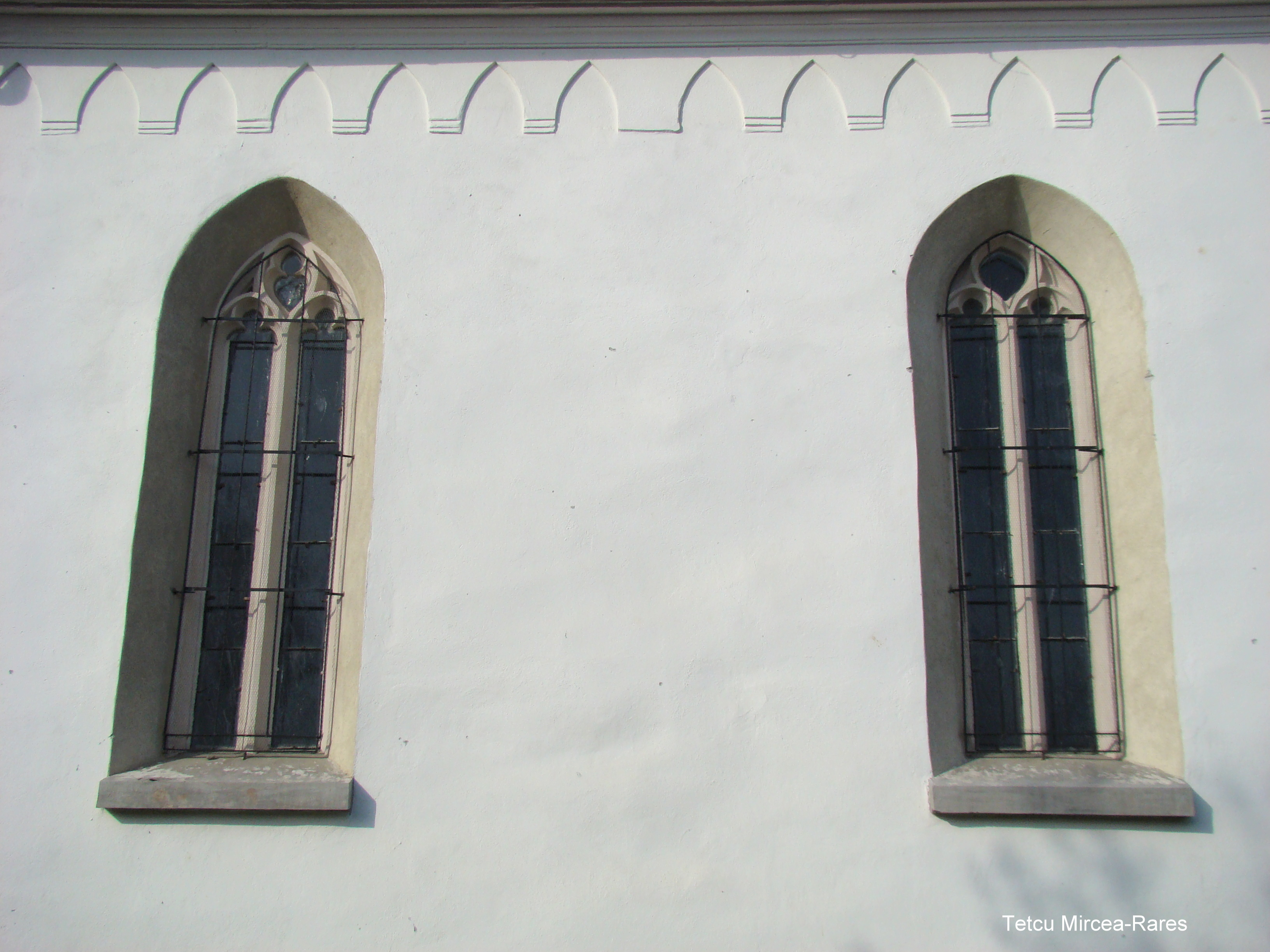
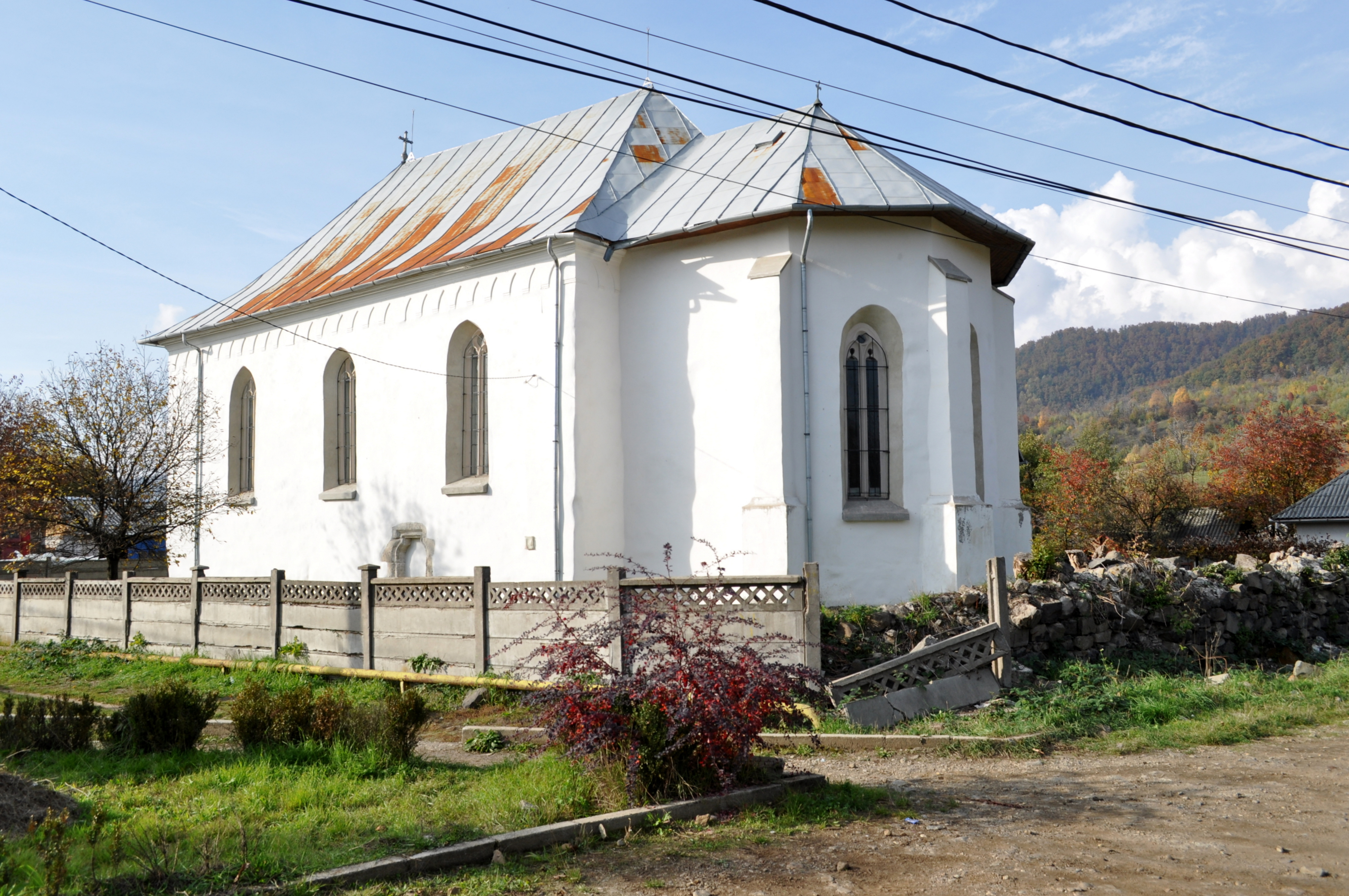
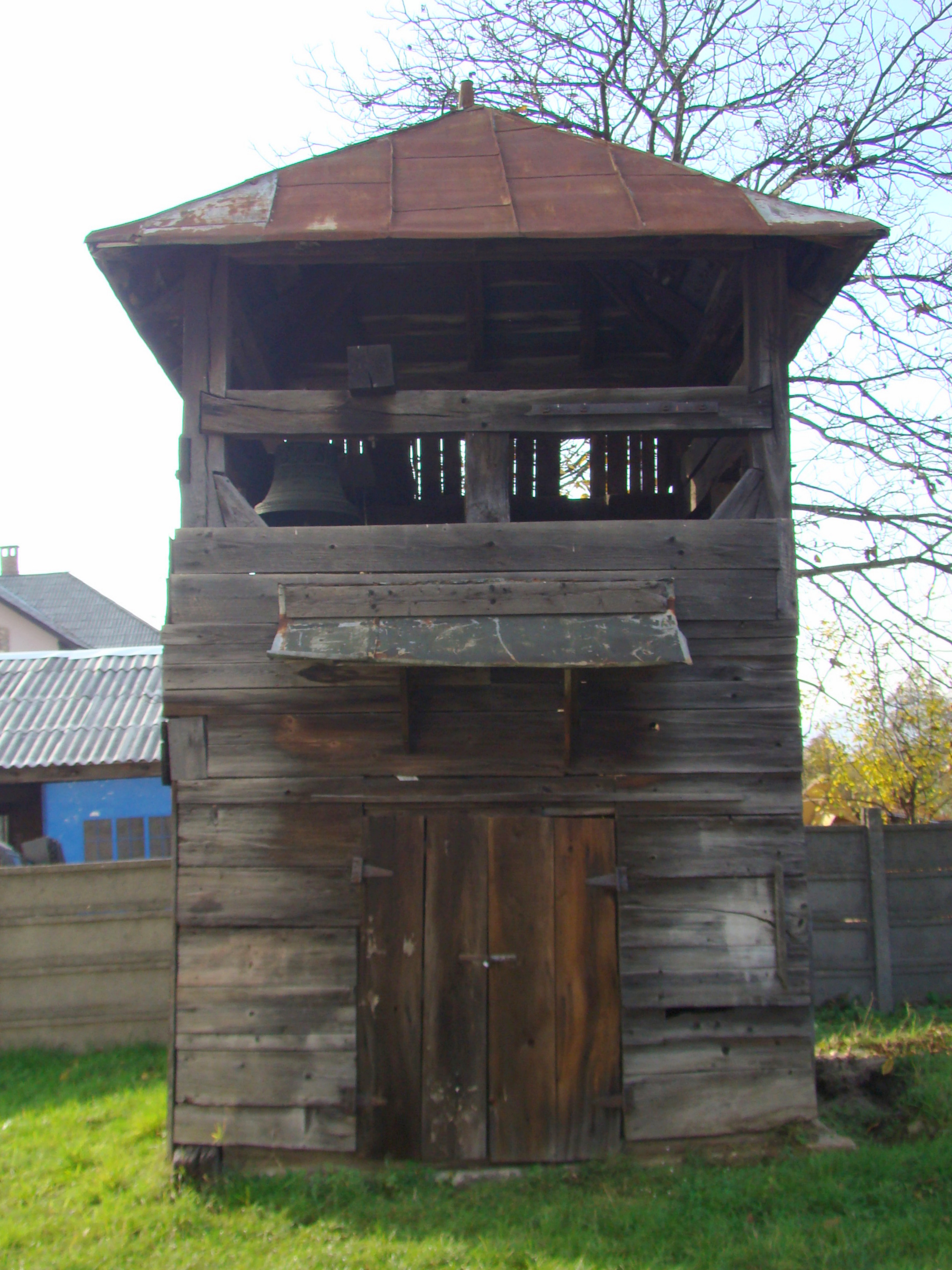
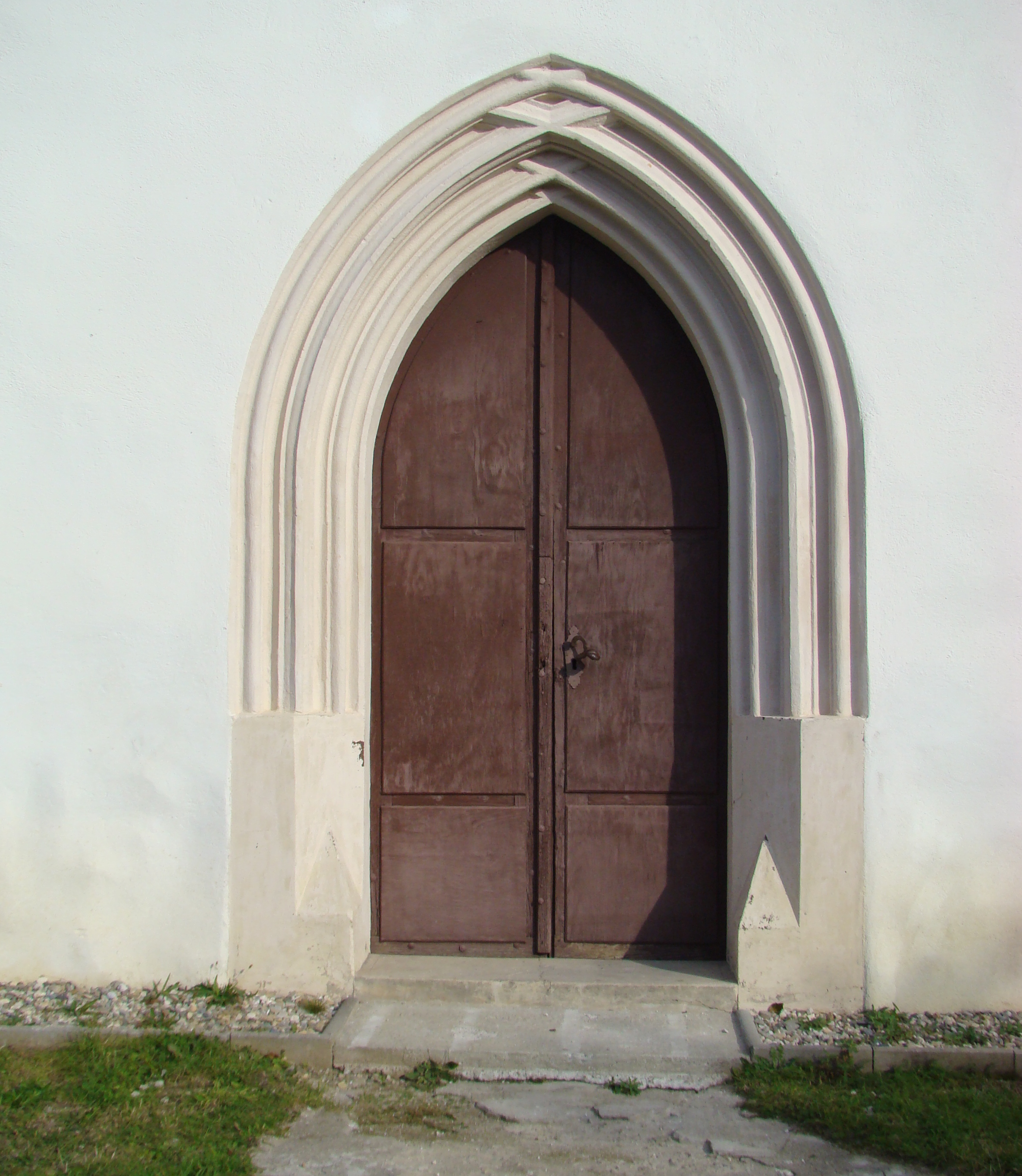
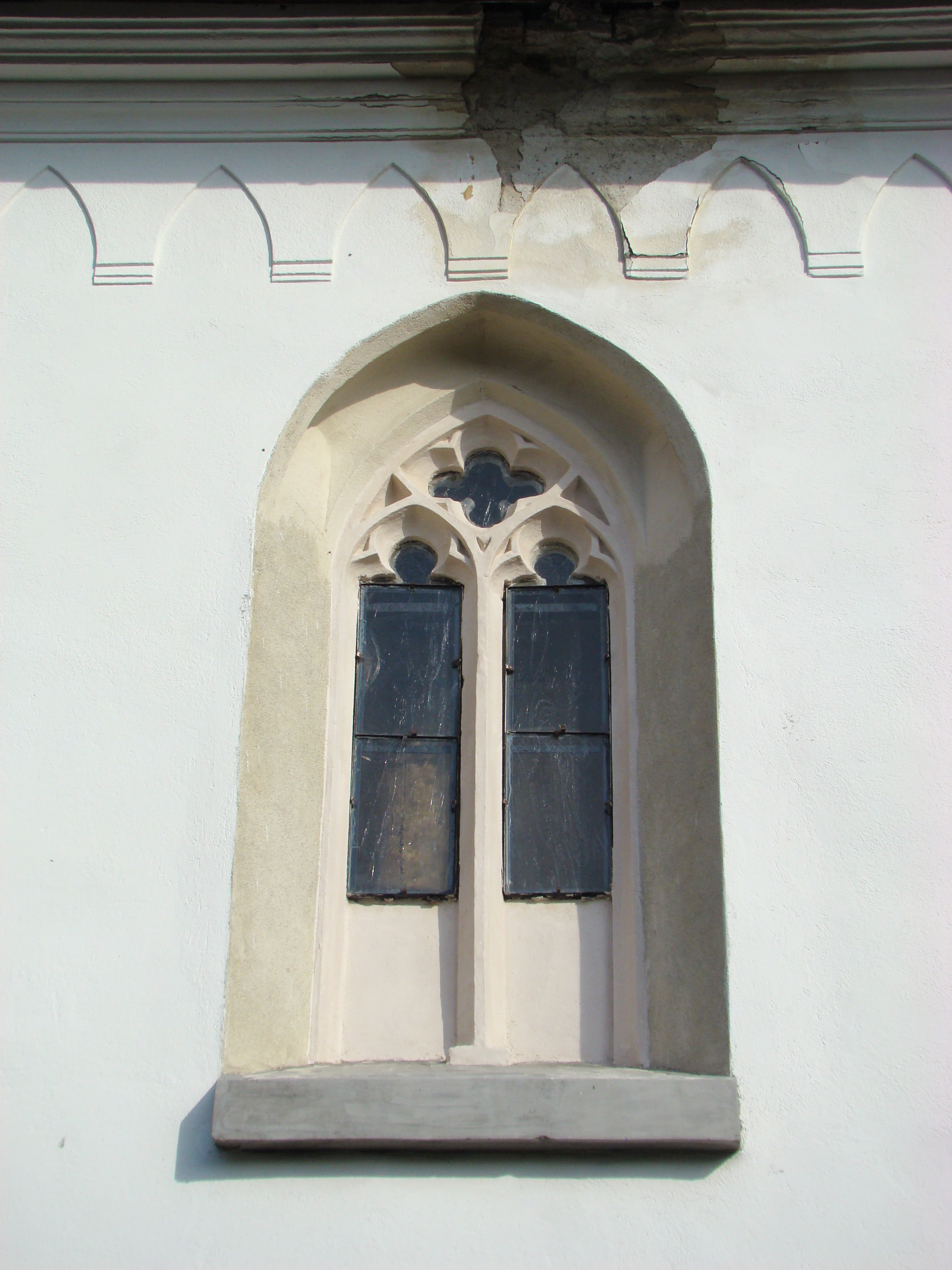
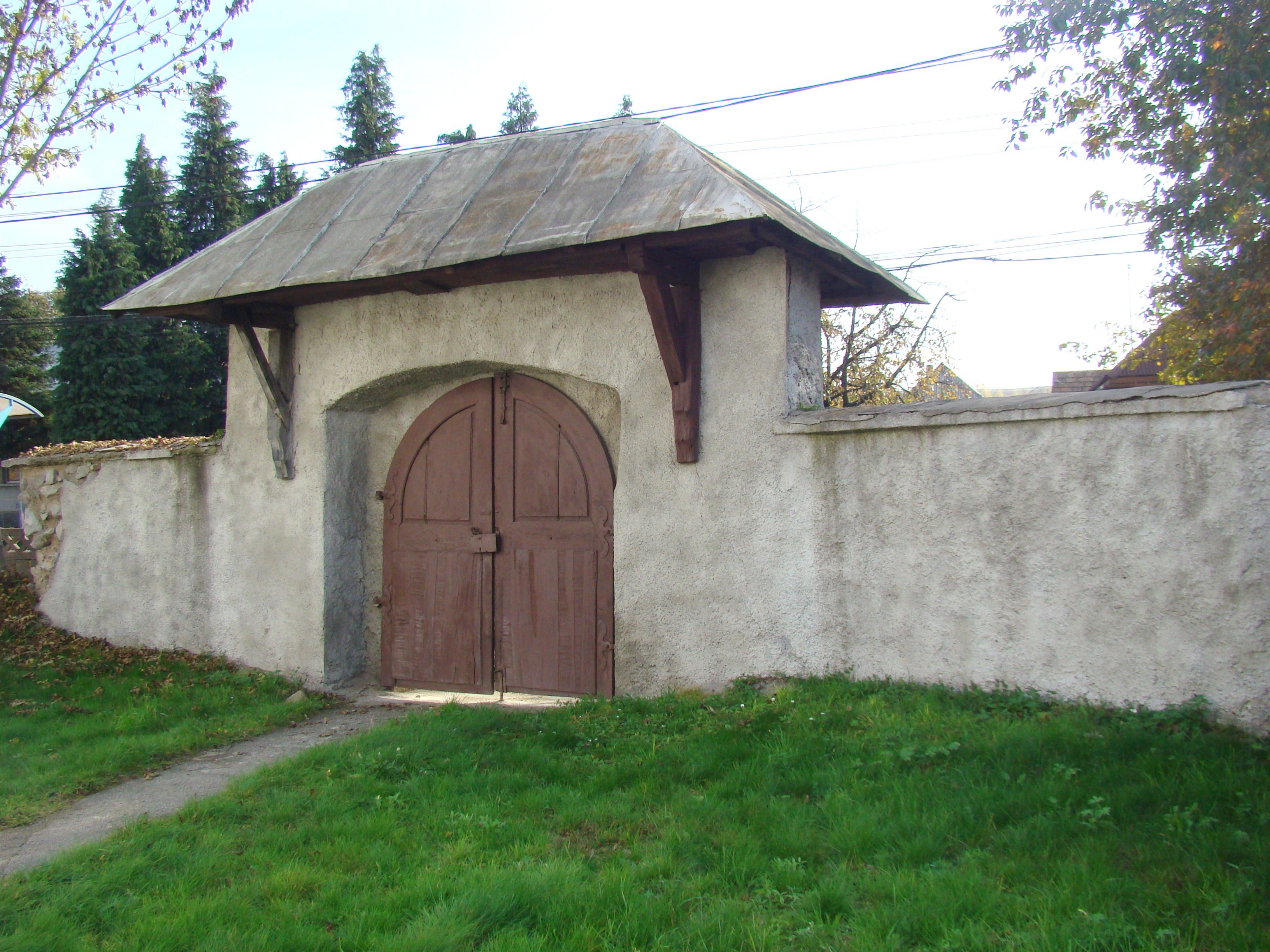
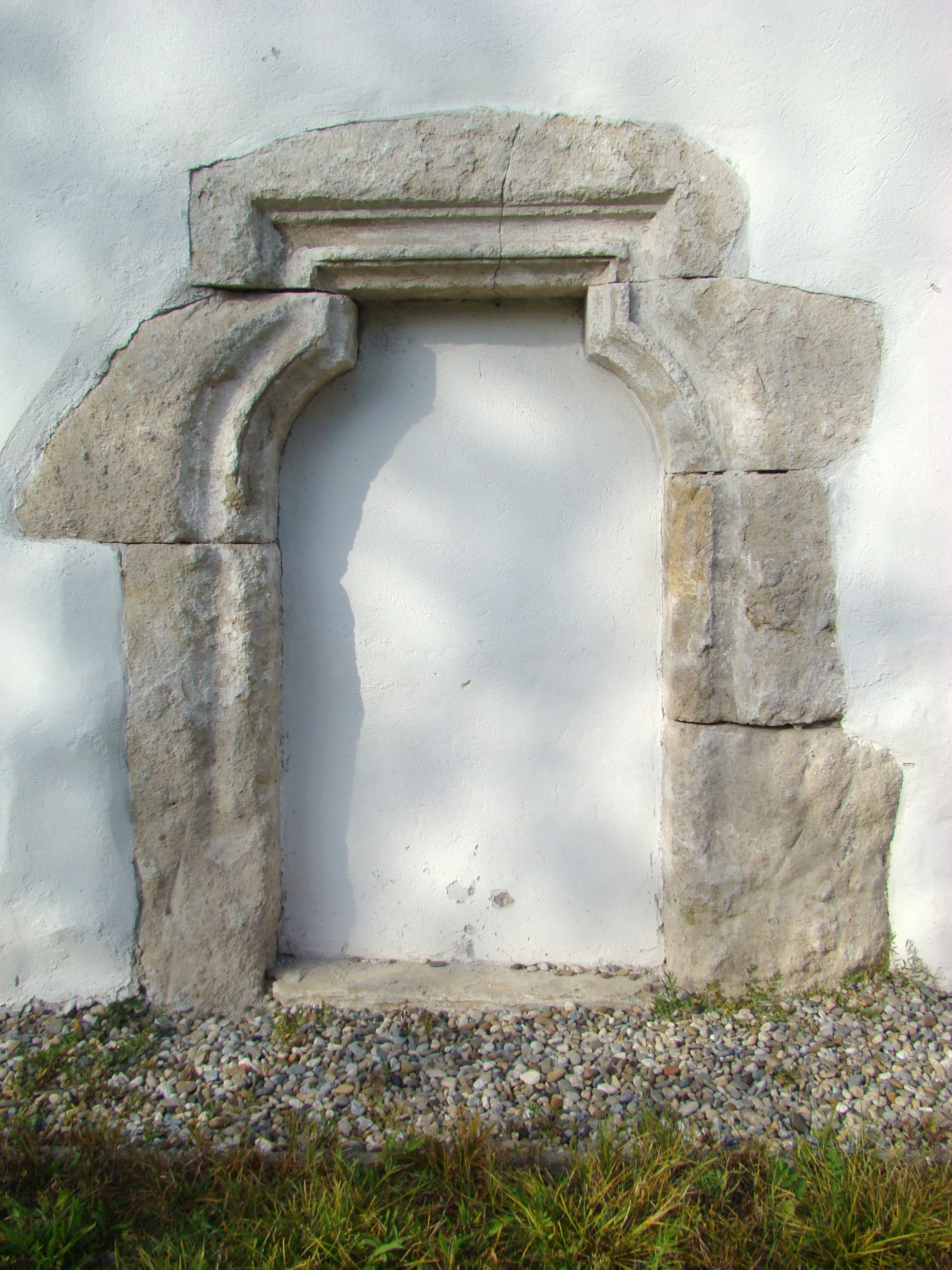
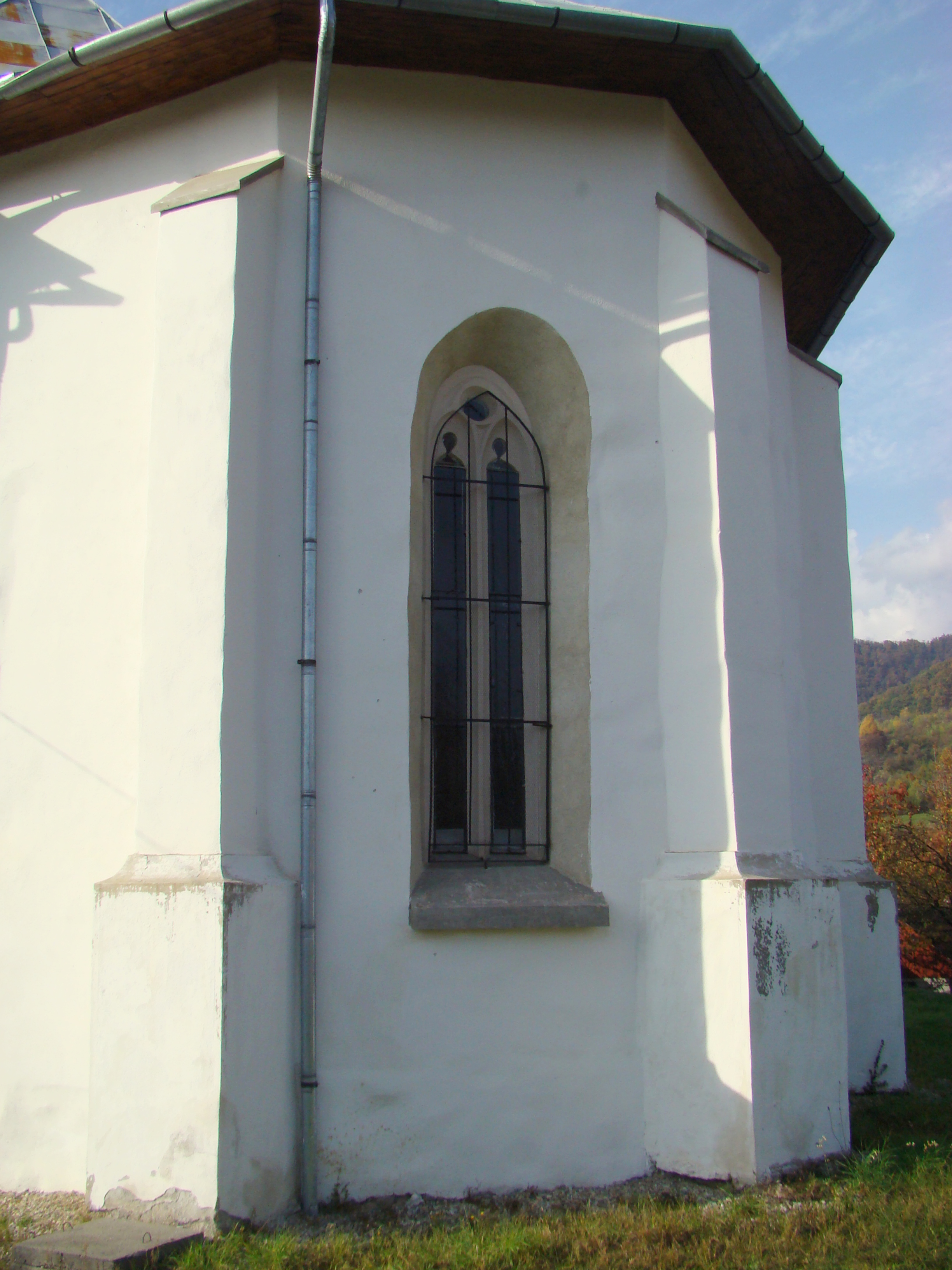
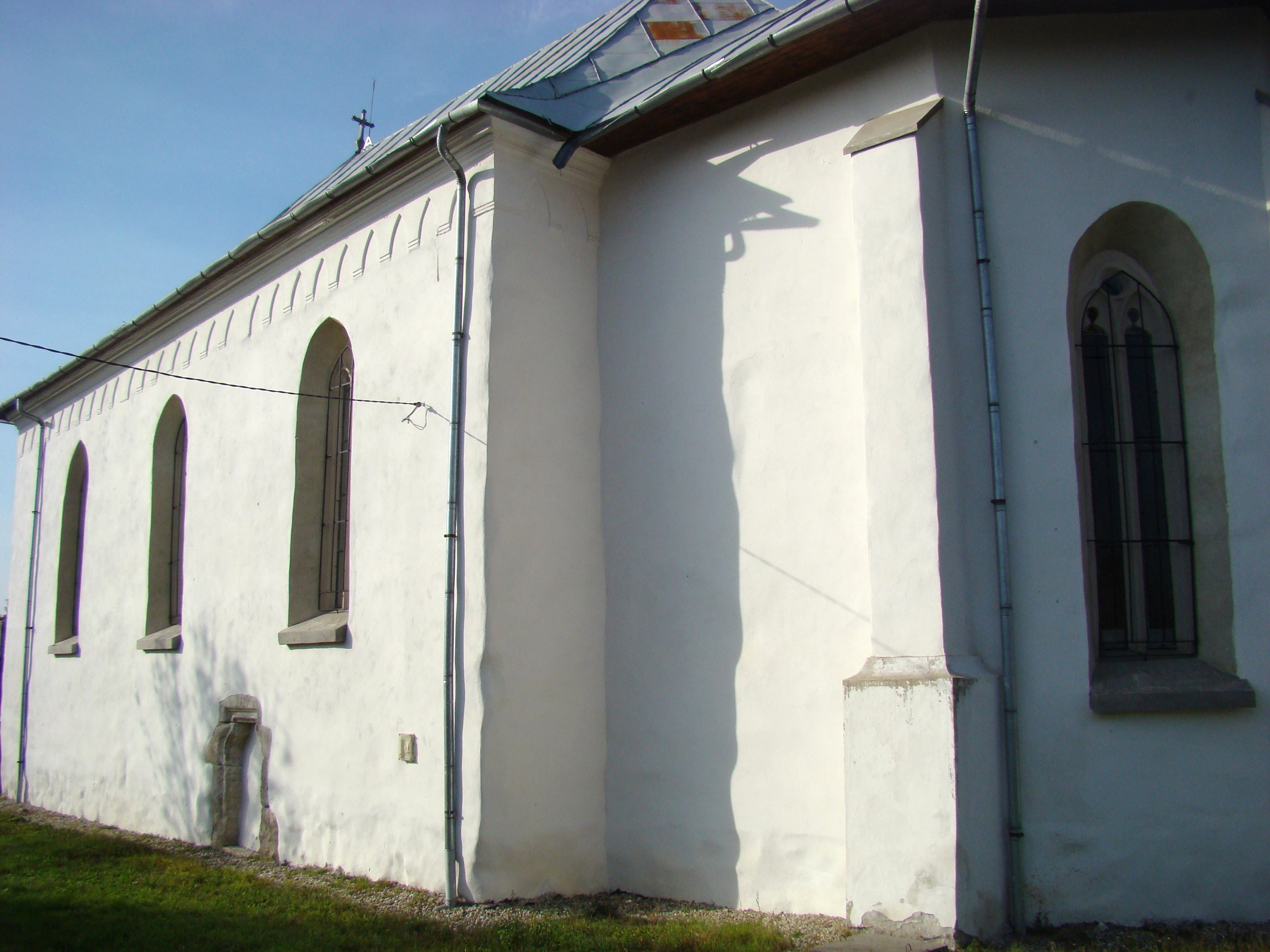
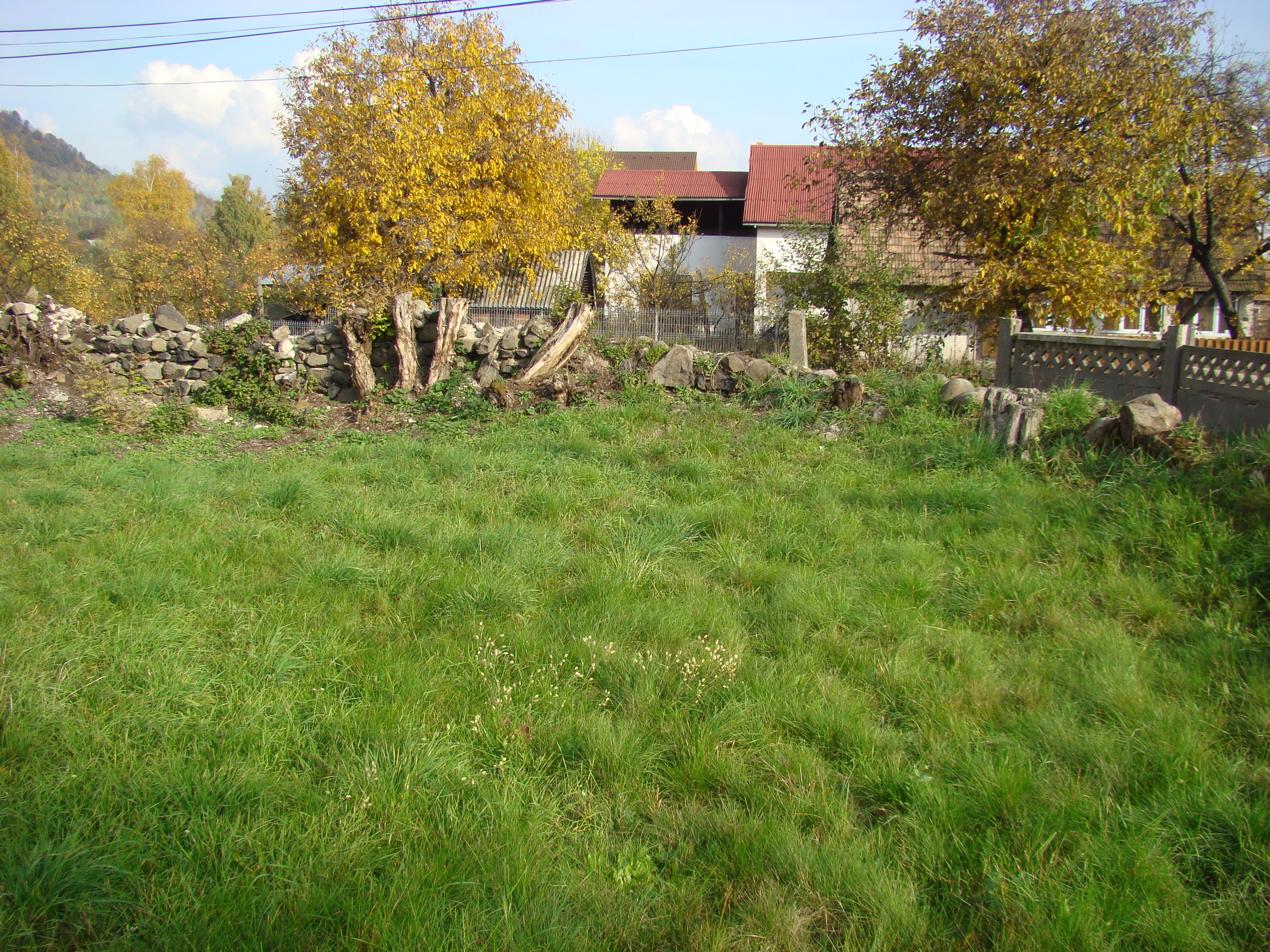